# گرگ‌های گرسنه (فیلم ۱۳۷۰)
گرگ‌های گرسنه فیلمی به کارگردانی سیروس مقدم و نویسندگی مهدی احمدی محصول سال ۱۳۷۰ است.

## خلاصه داستان
یک کارمند بایگانی دادگستری به نام موسوی، جهت تهیه کسری پولش خرید زمین جهت ایجاد مسکن، به فکر سرقت از صندوق فروش تمبر اداره می‌افتد…

## بازیگران
- محمد صالح علا
- افسانه بایگان
- امیر احمدی
- مهدی صباغی
- جمشید شاه‌محمدی
- حمیده خیرآبادی
- علی شکیباییان
- عباس امیری مقدم
- فرهنگ حسینی
- احمد رضاییان
- زهرا آوی
- فهیمه ساعی
- داریوش بابائیان
- حسن تبادکان
- حسن تراب زاده
- اسماعیل اسدی
- جلال مهرجویی
- اصغر گلکاریان
- پرویز مشرفی
- طاهر رجبی
- سعید رسول زاده
- حسین سوزن چی
- یداله دشتی
- علی عبداله زاده
- عباس وزیری
- غلامرضا سه قلعه کیان
- ابراهیم صفریان
- کاظم سوزن چی
- حسین مقدم
- جواد نعیمی
- باقر علیپور
- عبدالرضا رحیمی
- مونا مختاری
- منور ظریف
- حسین حلیمیان
- فرهاد دشتی
- آرشیا شکیباییان
- خدیجه تقوایی
- لیلی احمدی